# O Araçatuba
O Araçatuba foi o primeiro jornal impresso, que circulou na cidade de Araçatuba. Sua primeira edição foi em 5 de dezembro de 1919. Era um impresso semanal de quatro páginas.

## História
Foi fundado por Emílio Menezes.
Impresso em Bauru, devido não existir tipografia na cidade, seus primeiros exemplares chegaram de trem. Os exemplares da segunda edição do O Araçatuba foram queimadas em um incêndio na Estrada de Ferro Noroeste. Depois disto, foi relançado, passando a ser produzido em São José do Rio Preto, por via terrestre.
Em 1927, mudou de nome para A Cidade e em 1950, para Diário de Araçatuba.